# 電擊傷
電擊又稱觸電（electric shock），是指當电流流经生物体（主要指人類）時，感受到疼痛或甚至受到傷害的意外事故。被雷電擊中則是雷擊傷。
电击伤（electric shock injury）又称电损伤（electrical injury）则是一定量的电流通过人体而造成的机体损伤和功能障碍。

## 傷害
觸電有可能致死（觸電致死俗稱電死）。不過觸電的嚴重程度則取決於以下因素：
- 流過身體的電流大小。
- 接觸的持續時間长短。
- 電流經過的部位或器官。

因此，高電壓和高電流的觸電固然可以致死；即使電壓和電流均相對較低，如果電流持續時間太長的話還是會致命的。同样，即使有高的电压和大的电流，若時間太短也不一定会对人有什么危害，如静电放电造成的触电，一般对人体只会造成短暂的刺痛感，或者根本没感觉，所以不被认为是传统意义下的触电。
電椅就是根據觸電的概念而設計的死刑執行工具。

## 感受
當電流經過時會感覺到刺痛，嚴重時全身發麻。

## 細節
當一個人被雷電擊中，電荷會經過該人身體較接近表面的部位，造成呼吸停頓。至於家居電源的觸電事故，電流對身體的影響則較集中於身體內部，造成心跳停頓。如果流过身體的電流超過2安培，會引致肌肉收縮，觸電者便無法脫離電源。所以在不得已需要徒手试探一个物体是否带电时，不能采用抓握的方式，而是使用手背缓慢的靠近待测物体。这样即使不幸触电，也能因为肌肉收缩而脱离带电体。不过最科学而安全的做法是去找一個驗電器具，而不是拿自己生命开玩笑。

### 電壓的影響
一般認為，對人類而言100至250伏特的交流電最容易致命，因為人體電阻使較低的電壓所產生的電流可以持續地通過，而較高的電壓使導致的肌肉收縮程度則足以把觸電者反彈出來，且觸電者仍會被燒傷。目前普遍认为生活中的安全电压是不高于36伏特，人体在正常情况下直接接触不超过该值的电压不会对人体造成危害。而公认的安全电压是24伏特（因此工作电压高于24V的家用电器应具有完善的绝缘保护机制），对人体绝对安全的电压是不高于12伏特。

### 電流的影響

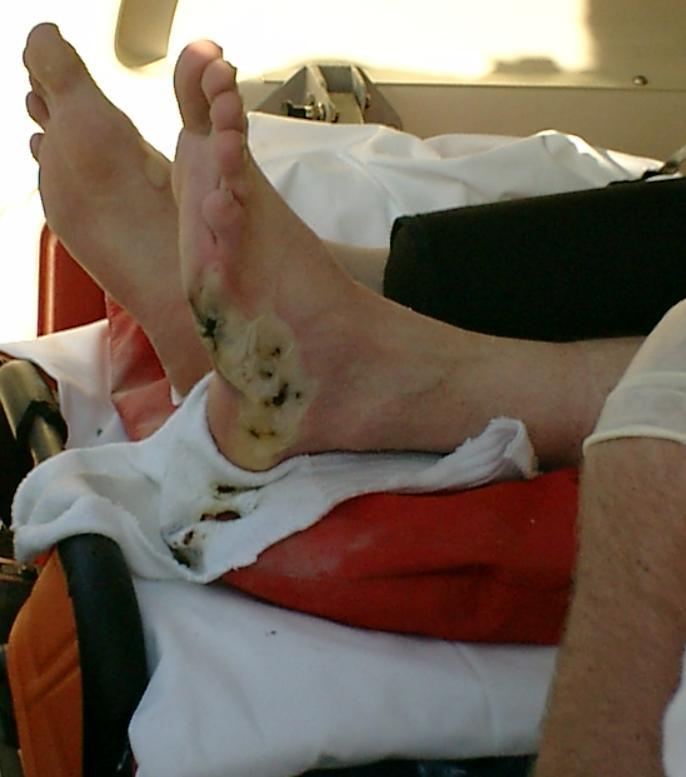
因接觸高压电线導致四級燒傷的患者

電流對身體的損害主要在於加熱身體組織以及干擾神經控制（尤其是對心臟的控制）。
- 5mA電流：有電擊感覺，一般沒有傷害
- 10mA電流：使肌肉發生纖維性抽搐， 可能無法自行鬆脫電線
- 100mA電流：接觸幾秒，便足以致命
- 1A電流：身體組織因過熱而嚴重燒傷

### 其他影響
電流的頻率對肌肉收縮的程度有所影響，亦能導致心跳停頓。需要注意的是，如果电流的频率远高于普通交流电频率（该频率通常是50Hz或者60Hz），会因为电流的集肤效应使得电流大部分经由体表流过，对体内的器臟影响相对小很多。不过大的电流仍然会对皮肤造成损害。
如果電流通過頭或胸部，较易導致觸電者死亡。

## 預防觸電
- 避免使用身體濕潤的部份接觸電器或開關。因為與皮膚表面的水份是很好的導電體，而且水可以透過電器或開關與帶電部份產生接觸，使電流通往身體。
- 定期檢查或更換電器設備。老舊或毀損的電器容易暴露電線或產生短路導致漏電。
- 為電器（尤其是有金屬外殼的）接上地線使「人體負載」短路。這樣，即使電器內部的電線鬆脫引致漏電，電流也會經過地線而非接觸到電器的人。
- 如需要對電器進行類似維修的工作，条件允许时，应该尽量把此项工作交由电工或专业维修人员处理。自行处理时應該只用一隻手碰觸機器外露的金屬部份。這是因為當同時使用兩隻手去進行工作時發生觸電，電流會經過一隻手到另一隻手，中途很可能途經心臟，增加了致命的危險。如只用一隻手，即使觸電，電流也只會流到腳下，流經心臟的電流相對較少。同时最好戴上绝缘性能较好的橡胶手套，穿上胶鞋或在脚下垫上干燥的纸板、木板或板凳等。避免可能的触电。

## 刻意的使用

### 醫療用途
在嚴格控制的條件下，電擊也可用作醫療用途：
- 電痙攣療法
- 自動體外心臟去顫器

### 娛樂

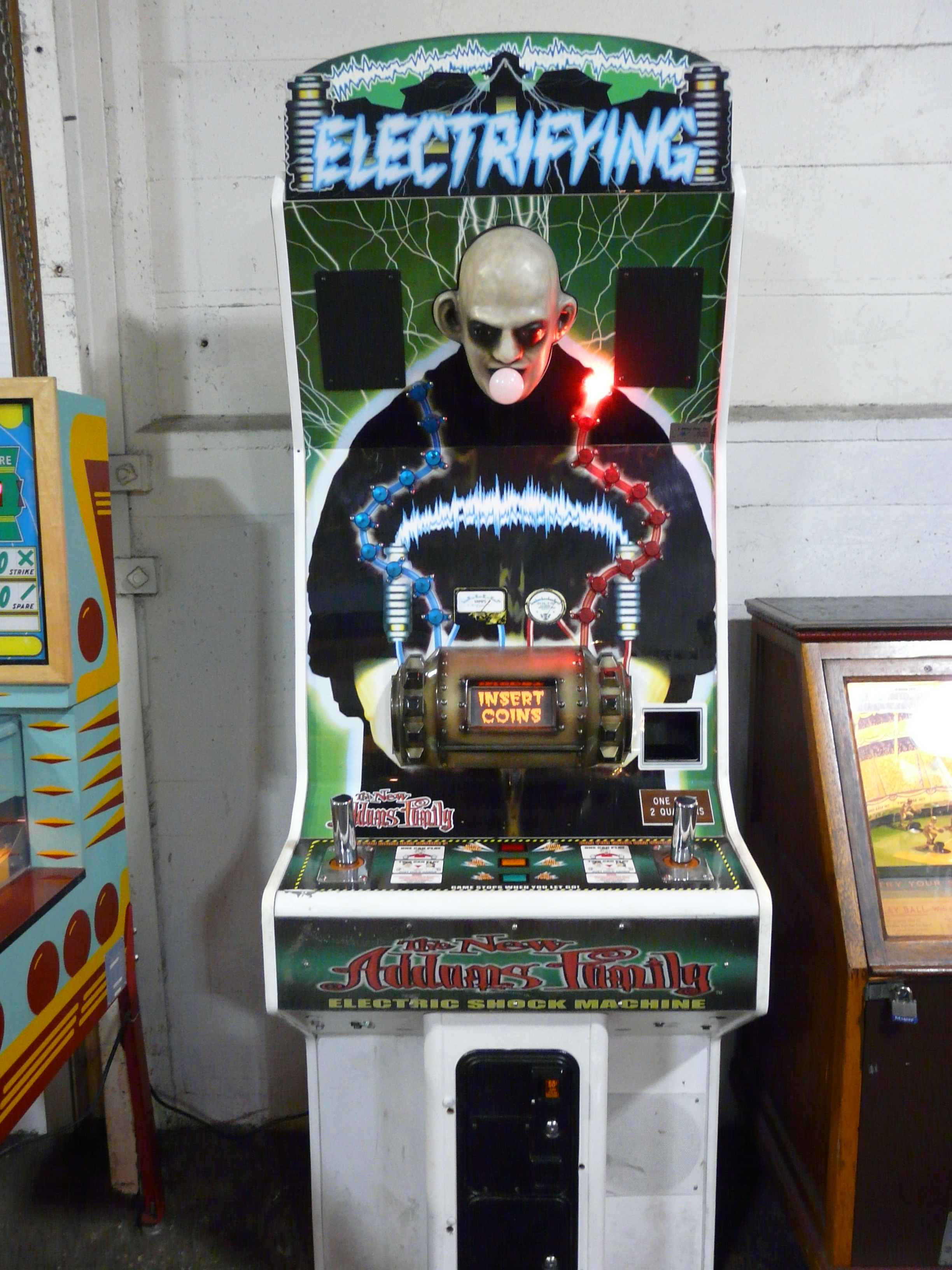
機器博物館的電擊遊戲機只是提供震動

溫和的電擊也用於娛樂，例如惡作劇或遊戲中的處罰。在一些大型機台遊樂器中的電擊其實只是提供震動。
也有BDSM爱好者使用电击器，在游戏中添加强度较轻的电刑以增强性刺激。

### 酷刑
电刑是一种刑讯逼供的手段，其电压和电流可以精确控制，可以引起受害者疼痛而避免在其身体上留下明显证据。由于神经以电信号传递信息的原理，电击可以直接刺激神经而不对身体的其他部分造成严重损伤，同时由于电流强度很容易调整，不易引起受害者对疼痛的抵抗力，故比起其他造成疼痛的刑讯方式，电刑是较为安全且可长时间使用的刑讯方法。
电刑可以分为高压电刑和低压电刑两种。高压电刑如电棍，用高压线圈造成电击。低压电刑以受刑人的身体作为电流回路，电压一般控制在200V以下，常将电极接在受刑人的乳头、阴道、阴茎、肛门等处，引起强烈疼痛，达到刑讯逼供的目的。
美国军队在第二次世界大战时使用过电刑。在越南战争期间，电刑被美国和越南所使用。国际特赦组织曾表明俄罗斯车臣通过用电线连接到她们的文胸背带并电击來折磨婦女。日本连环杀手松永太使用电击控制受害者。对精神病患者的电击由于導致患者非常痛苦而引起一些争论和反对。

### 戒网瘾
“杨永信网络成瘾戒治中心”主任杨永信透过电击来治疗青少年网络成瘾引起争议，且发生有孩子皮肤被电焦事件。但杨永信认为对于不愿意留在戒网瘾中心的戒网瘾人，需要用电击来“循循善诱”。

### 死刑

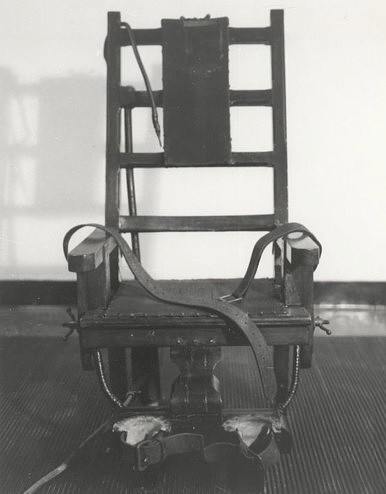
新新惩教所的電椅

電椅有時被用作美國的官方死刑手段，儘管近年來它的使用已經很少見。雖然電椅的一些支持者認為它比绞刑、枪决、毒气室等更加人性化，但現在通常被注射死刑所取代。現代報導聲稱，有時需要多次電擊才能致命，並且被判處死刑的人實際上可能會在被電死之前著火。

## 急救時注意事項
當有人觸電旁人想進行急救時，可先斷開電源，切勿用手碰觸觸電者，否則有一起觸電的危險。以木棍等絕緣體把觸電者拉開較為安全。